# Pieter van Dam (gymnast)
Pieter Johan van Dam (Den Haag, 21 mei 1904 - aldaar, 11 februari 1985) was een Nederlandse gymnast. Hij nam eenmaal deel aan de Olympische Spelen, maar won bij die gelegenheid geen medailles.
Op 23-jarige leeftijd nam hij namens Nederland deel aan de Olympische Spelen van Amsterdam. Hij maakte ook deel uit van de Nederlandse ploeg. De andere leden van de ploeg waren Klaas Boot sr., Mozes Jacobs, Hugo Licher, Elias Melkman, Willibrordus Pouw, Jacobus van der Vinden en Israel Wijnschenk.
| onderdeel              | positie | score     |
| ---------------------- | ------- | --------- |
| brug                   | 51e     | 42,75     |
| paard voltige          | 59e     | 41,25     |
| rekstok                | 69e     | 42,00     |
| ringen                 | 77e     | 38,25     |
| sprong                 | 34e     | 26,125    |
| meerkamp (individueel) | 59e     | 190,375   |
| meerkamp (team)        | 8e      | 1.364,875 |